# Ivan Smagghe
Ivan Smagghe est un DJ et journaliste musical français né en 1971.

## Biographie

### Jeunese et études
Ivan Smagghe a grandi à Paris. Il étudie à l'Institut d'études politiques de Paris (section communication et ressources humaines en 1992, et DEA en Histoire du XXe siècle en 1993), époque à laquelle il fréquente régulièrement le Boccaccio à Gand lors de ses weekends festifs et se familiarise avec le nouveau mouvement nu-beat.

### Parcours professionnel
il devient vendeur chez le disquaire Rough Trade, puis collaborateur de Nova Magazine et Les Inrockuptibles.
Il se consacre ensuite à ses prestations de DJ (entre autres pour Radio Nova) et publie plusieurs mixes sous son nom. Depuis 1997, en duo avec Arnaud Rebotini (lui aussi ex-vendeur pour Rough Trade), il produit également des maxis sous le nom de Black Strobe, dont le single Paris Acid City.
À la fin des années 1990, il lance et anime l'émission Test sur Radio Nova, à la programmation musicale pointue et éclectique. Quatre compilations des titres diffusés lors de l'émission sortiront de 2000 à 2001. L'émission est supprimée à la faveur d'un changement de cap de radio Nova en 2002. À partir du début des années 2000, il délaisse Paris et préfère se produire dans d'autres capitales européennes plus happening. 
Le 19 avril 2007, plusieurs sites annoncent son départ de Black Strobe. Il semblait ne plus trouver sa place dans un groupe orienté vers une formation électro-rock plus « classique ». Il se consacre alors à sa carrière de DJ.
Sa réputation de dénicheur de sons en a fait un chroniqueur irrégulier de Bernard Lenoir.
En 2014, il fonde son propre label Les Disques De La Mort. En septembre 2018, le label indépendant qu'il a cofondé, Kill The DJ, disparaît.
En janvier 2020, Smagghe & Cross ont sorti leur deuxième album intitulé "1819" sous le label Offen Music. Ils travaillent aussi actuellement sur un nouvel album qui devrait être publié d'ici à la fin de l'année 2023.

## Discographie partielle
(mai 2020).